# Kingstone (Weston under Penyard)
Kingstone – przysiółek w Anglii, w hrabstwie Herefordshire. Kingstone jest wspomniana w Domesday Book (1086) jako Chingestune.